# Município de Franklin (condado de Coshocton, Ohio)
Localização do Ohio nos E.U.A.
O município de Franklin (em inglês: Franklin Township) é um município localizado no condado de Coshocton no estado estadounidense de Ohio. No ano de 2010 tinha uma população de 1229 habitantes e uma densidade populacional de 18,92 pessoas por km².

## Geografia
O município de Franklin encontra-se localizado nas coordenadas 40° 11′ 20″ N, 81° 51′ 05″ O. Segundo a Departamento do Censo dos Estados Unidos, o município tem uma superfície total de 64.95 km², da qual 63,14 km² correspondem a terra firme e (2,79 %) 1,81 km² é água.

## Demografia
Segundo o censo de 2010, tinha 1229 pessoas residindo no município de Franklin. A densidade populacional era de 18,92 hab./km².